# Stéphanie Vivenot
Stéphanie Vivenot (Chenôves, 26 marzo 1970) è un'ex cestista francese.

## Carriera
Con la Francia ha disputato i Giochi olimpici di Sydney 2000, i Campionati mondiali del 1994 e due edizioni dei Campionati europei (1993, 1999).